# Saint-Pierre-la-Garenne
Saint-Pierre-la-Garenne ist eine französische Gemeinde mit 923 Einwohnern (Stand: 1. Januar 2022) im Département Eure in der Region Normandie; sie gehört zum Arrondissement Les Andelys und zum Kanton Gaillon.

## Geographie
Saint-Pierre-la-Garenne liegt an der Seine, 27 Kilometer nordöstlich von Évreux. Umgeben wird Saint-Pierre-la-Garenne von den Nachbargemeinden Port-Mort im Norden und Nordosten, Notre-Dame-de-l’Isle im Osten, Saint-Pierre-d’Autils im Südosten, Saint-Pierre-de-Bailleul im Süden, Saint-Aubin-sur-Gaillon im Südwesten und Westen sowie Gaillon im Westen und Nordwesten.

## Bevölkerungsentwicklung
| Jahr                       | 1962 | 1968 | 1975 | 1982 | 1990 | 1999 | 2006 | 2012 | 2019 |
| Einwohner                  | 664  | 734  | 851  | 814  | 948  | 875  | 874  | 949  | 918  |
| Quellen: Cassini und INSEE |      |      |      |      |      |      |      |      |      |

## Sehenswürdigkeiten
- Kirche Saint-Pierre aus dem 13. Jahrhundert
- Château de la Farguette
- Schleusenanlage

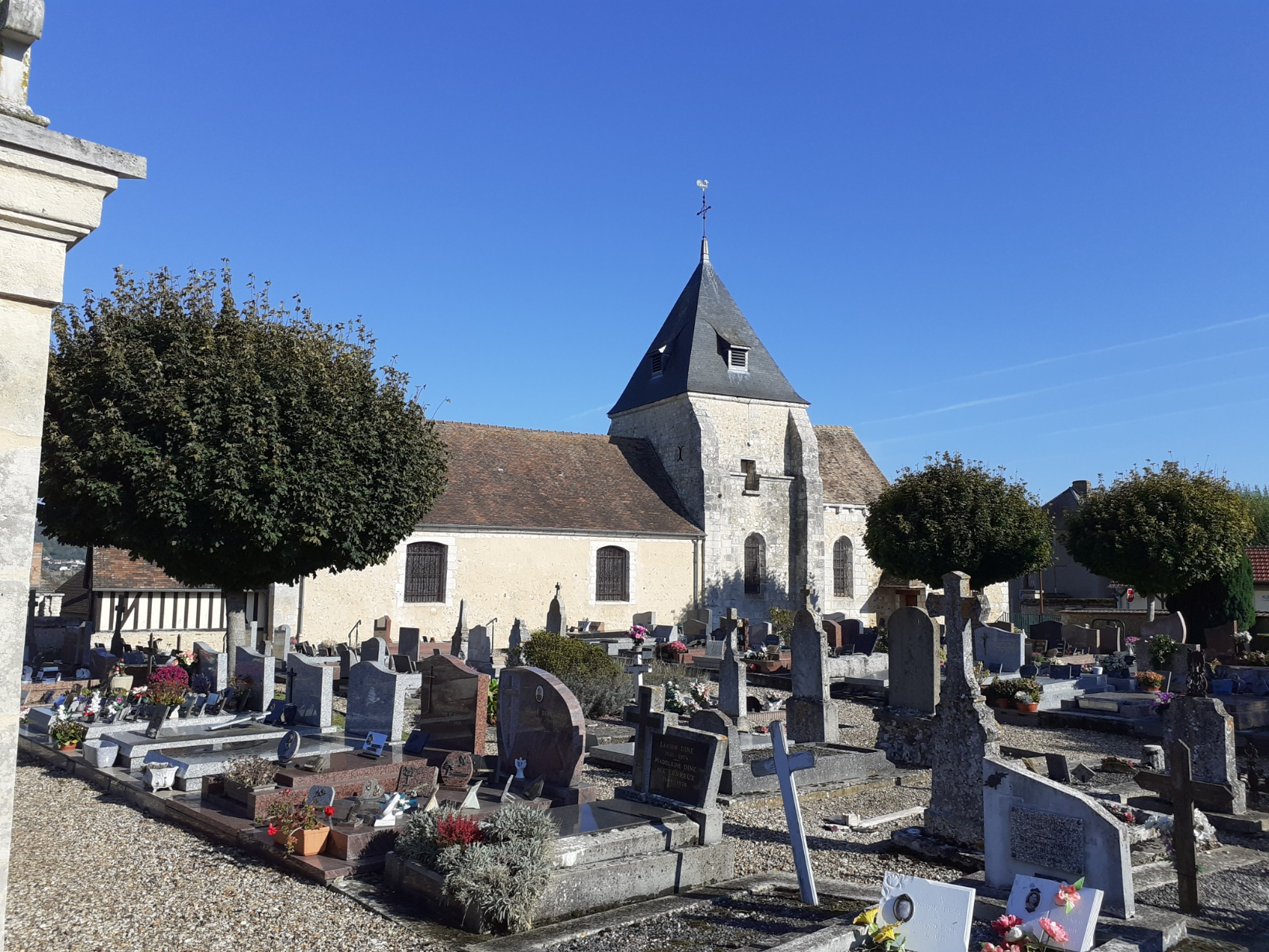
Kirche Saint-Pierre
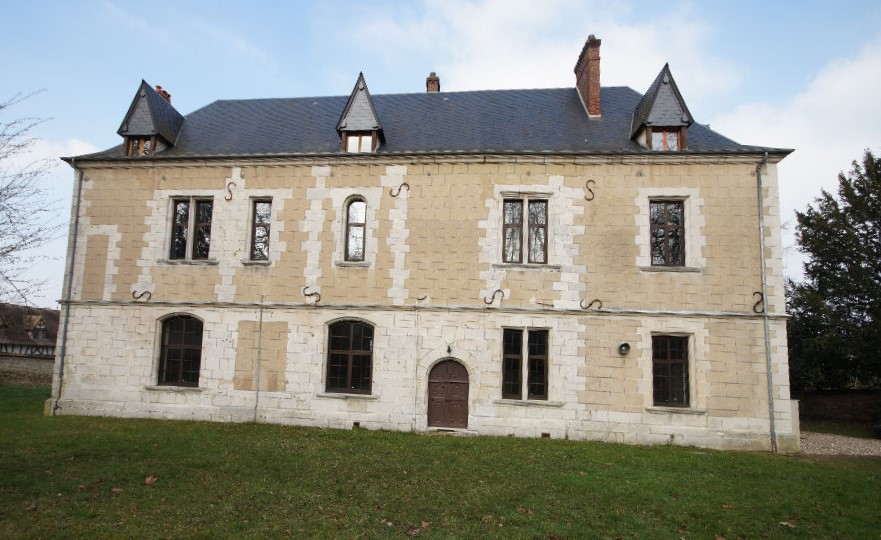
Château de la Farguette
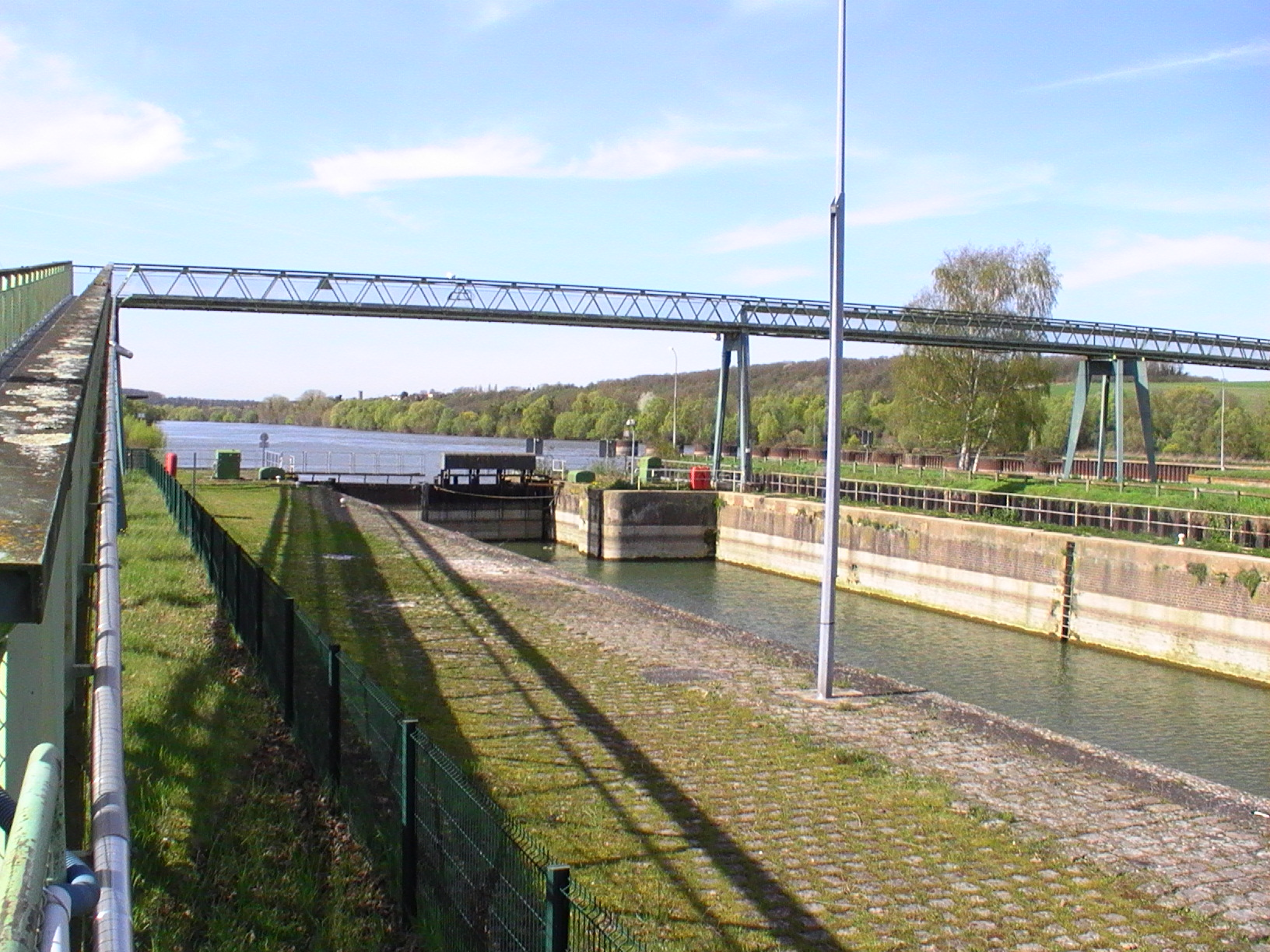
Seine-Schleuse